# Pampa Aullagas (gemeente)
Pampa Aullagas is een gemeente (municipio) in de Boliviaanse provincie Ladislao Cabrera in het departement Oruro. De gemeente telt naar schatting 2.903 inwoners (2018). De hoofdplaats is Pampa Aullagas.